# Gerhard Morgenstjerne Munthe

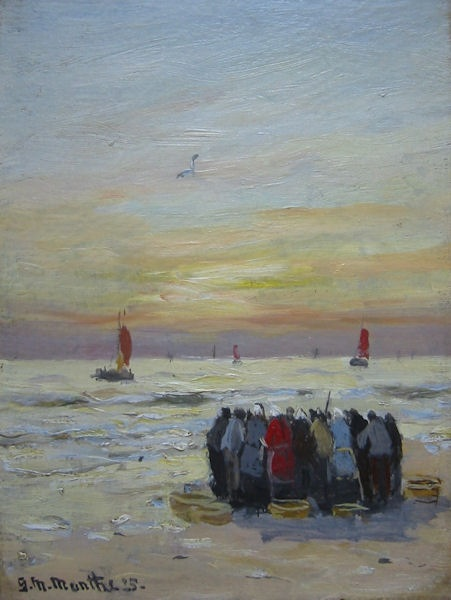
Vissersvrouwen op het strand te Katwijk.

Gerhard Arij Ludwig "Morgenstjerne" Munthe (Düsseldorf, 7 augustus 1875 – Leiden, 15 mei 1927) was een in Duitsland geboren kunstschilder van Noorse herkomst, die het grootste deel van zijn carrière in Nederland werkte. Hij schilderde vooral strandgezichten in de stijl van de Haagse School.

## Leven en werk
Gerhard Munthe was de oudste zoon van de Noorse kunstschilder Luwig Munthe en Lena Vlierboom, een redersdochter uit Rotterdam. Hij groeide op in Düsseldorf en bezocht daar de kunstacademie. Al op jonge leeftijd voegde Munthe het poëtische epitheton 'Morgenstjerne' (Noors voor morgenster) aan zijn naam toe, om zich te onderscheiden van zijn oom en naamgenoot Gerhard Peter Frantz Wilhelm Munthe, toen een bekende landschapschilder.
Munthe vatte al vroeg belangstelling op voor het schilderen van strandgezichten. Al op jeugdige leeftijd reisde hij met zijn vader tijdens de zomers naar Katwijk aan Zee. Toen zijn vader in 1897 overleed streek hij samen met zijn moeder definitief in Nederland neer, allereerst in Den Haag. In 1901 betrok hij een woning te Katwijk, met zijn vrouw Christine van Gendt. Later verhuisde hij nog meerdere malen, uiteindelijk naar Noordwijk en Noordwijkerhout.
Munthe werd sterk beïnvloed door de kunstschilders van de Haagse School, meer in het bijzonder Jacob Maris, Hendrik Willem Mesdag en Anton Mauve. Hij schilderde voornamelijk strandgezichten in zachte pasteltinten. In 1900 schreef criticus A.C. Loffelt in het Nieuws van de Dag: "zijn kleur is blank en heeft iets parelmoerachtig, dat ook onze stranden zo boeiend maakt, <...>, zijn keus voor onderwerpen is meestal die van Mesdag, zijn streven naar licht en kleur heeft verwantschap met dat van Jacob Maris. De kleur van water en licht is zo zacht stralend en tintelend als het inwendige van een zeemossel. Hij weet een gematigde branding met veel gevoel en goede smaak af te beelden".
Na 1912 werd Munthes penseelstreek dunner en ging hij meer uitgesproken aardkleuren gebruiken, met een overgang in een helder rood of blauw. Rond 1920 zocht begon hij te zoeken naar een strakkere, meer gestileerde compositie. Zijn thematiek, de bedrijvigheid van het vissersleven op het strand, was redelijk eenzijdig.
Munthe was lid van de Pulchri Studio in Den Haag en Arti et Amicitiae te Amsterdam. In 1905 en 1910 exposeerde hij in de Parijse salon. Hij overleed in 1927 aan een keelaandoening in een ziekenhuis te Leiden, 51 jaar oud. Zijn werk is onder andere te zien in het Kröller-Müller Museum en het Katwijks Museum. Hij was een productief schilder. Zijn werk duikt veelvuldig op tijdens veilingen.

## Galerij

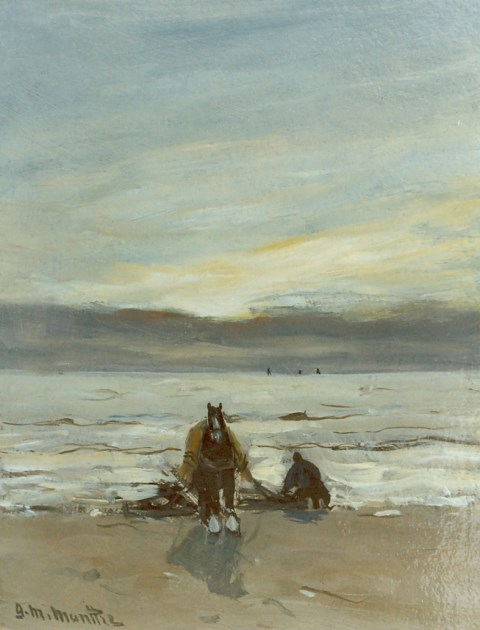
Schelpenvisser in de branding
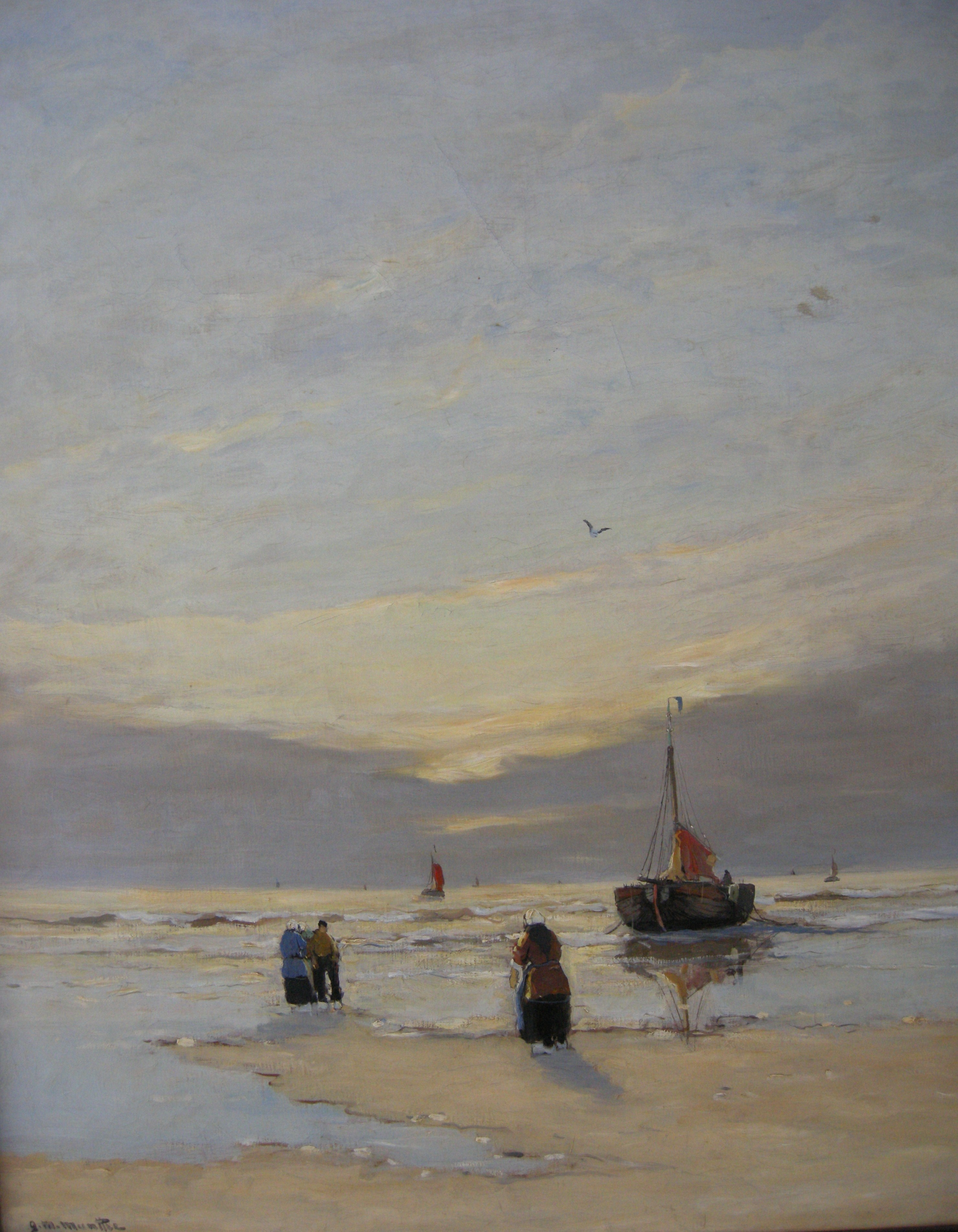
Bomschuit op het strand bij zonsondergang
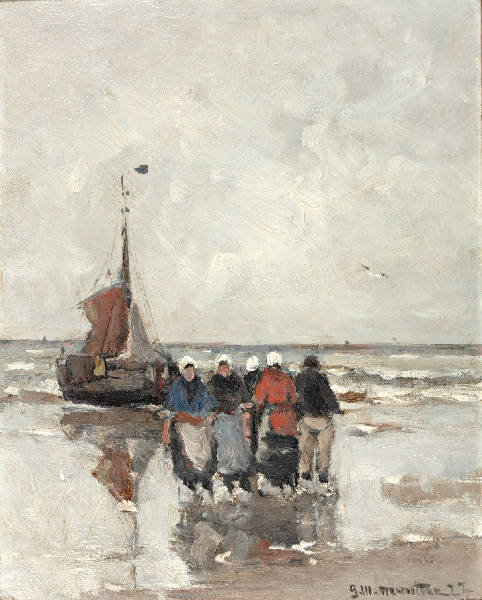
Vissersvrouwen bij een botter op het strand
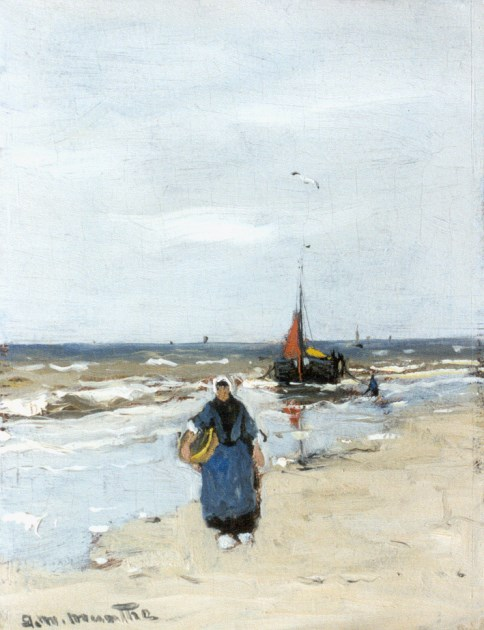
Vissersvrouw op het strand van Katwijk